# Nationaal park Cahuita
Het nationaal park Cahuita (Parque Nacional Cahuita) is een nationaal park van Costa Rica, gelegen op de Zuid-Caraïbische kust in de provincie Limón en verbonden met de stad Cahuita.
Het park omvat een aantal stranden en laaglandgebieden en richt zich op toeristen en andere bezoekers, die er komen duiken en snorkelen in het beschermde zeegebied, waar zich de Coralline-riffen en de nestgebieden van zeeschildpadden bevinden.
Het rif bevat ten minste 35 soorten koraal, 140 soorten weekdieren, 44 soorten kreeftachtigen en 123 vissoorten. Op het land leven een groot aantal diersoorten, waaronder miereneters, paca's, neusberen, wasberen, luiaards, agoeti's, brulapen en kapucijnapen. Tot de vele voorkomende vogelsoorten in het gebied behoren onder andere de groene Ibis, groenbruine ijsvogel en de zwavelborsttoekan.
Het park werd oorspronkelijk opgezet in 1970 als het nationaal monument Cahuita en kreeg in 1978 de status van nationaal park, hetgeen werd goedgekeurd in 1982.

## Fauna en flora

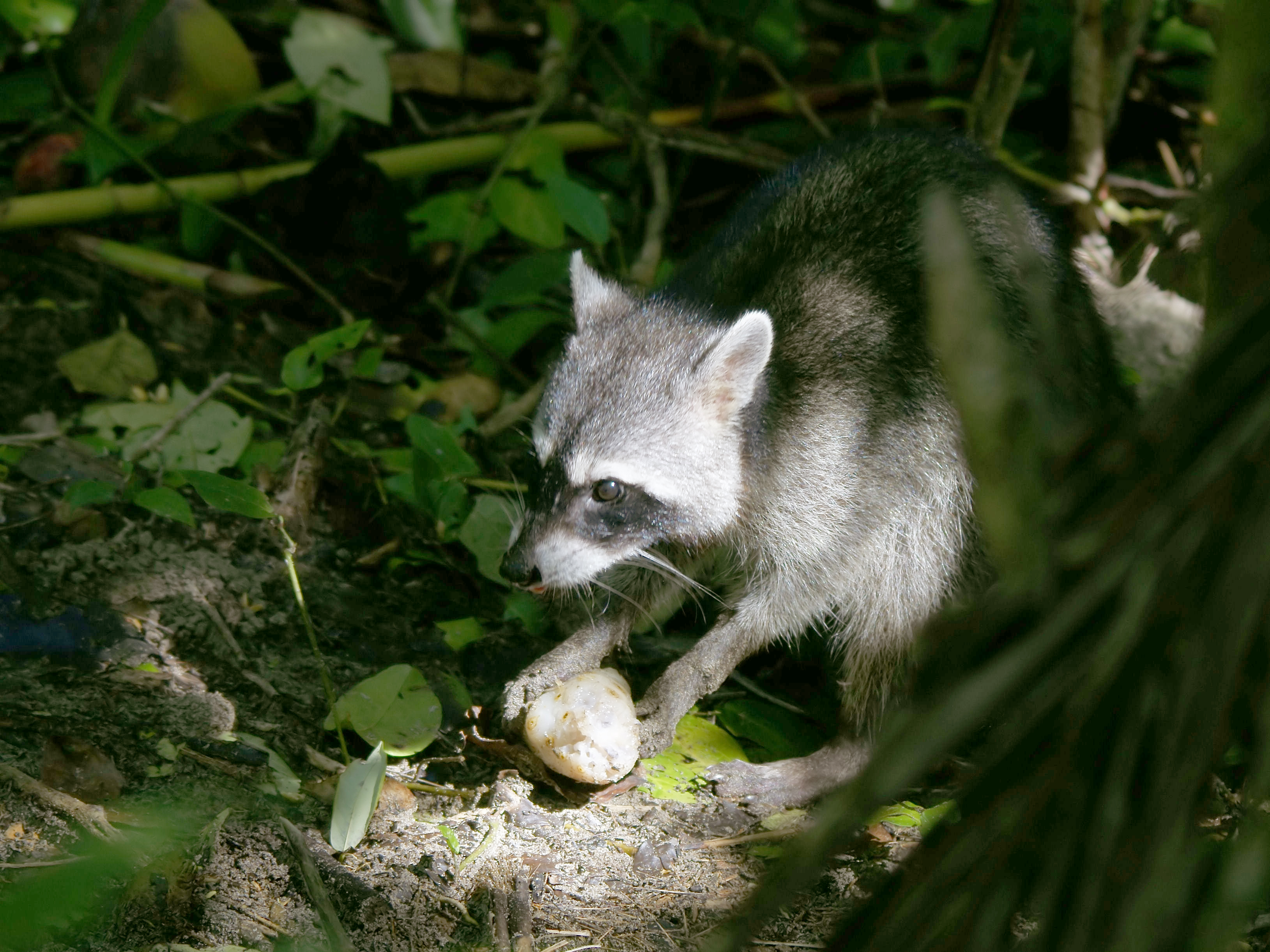
Wasbeer (Procyon lotor)
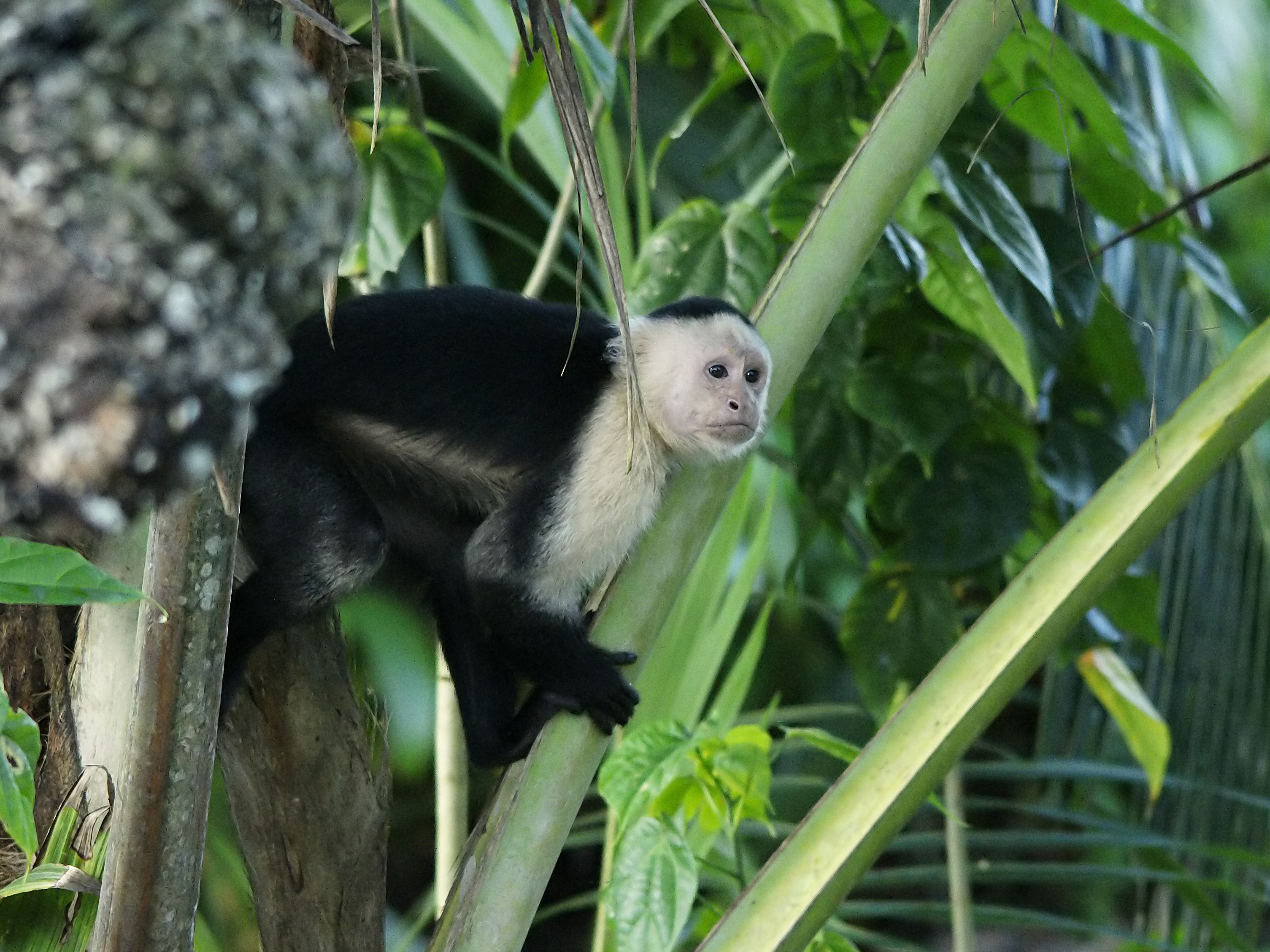
Witschouderkapucijnaap (Cebus capucinus)
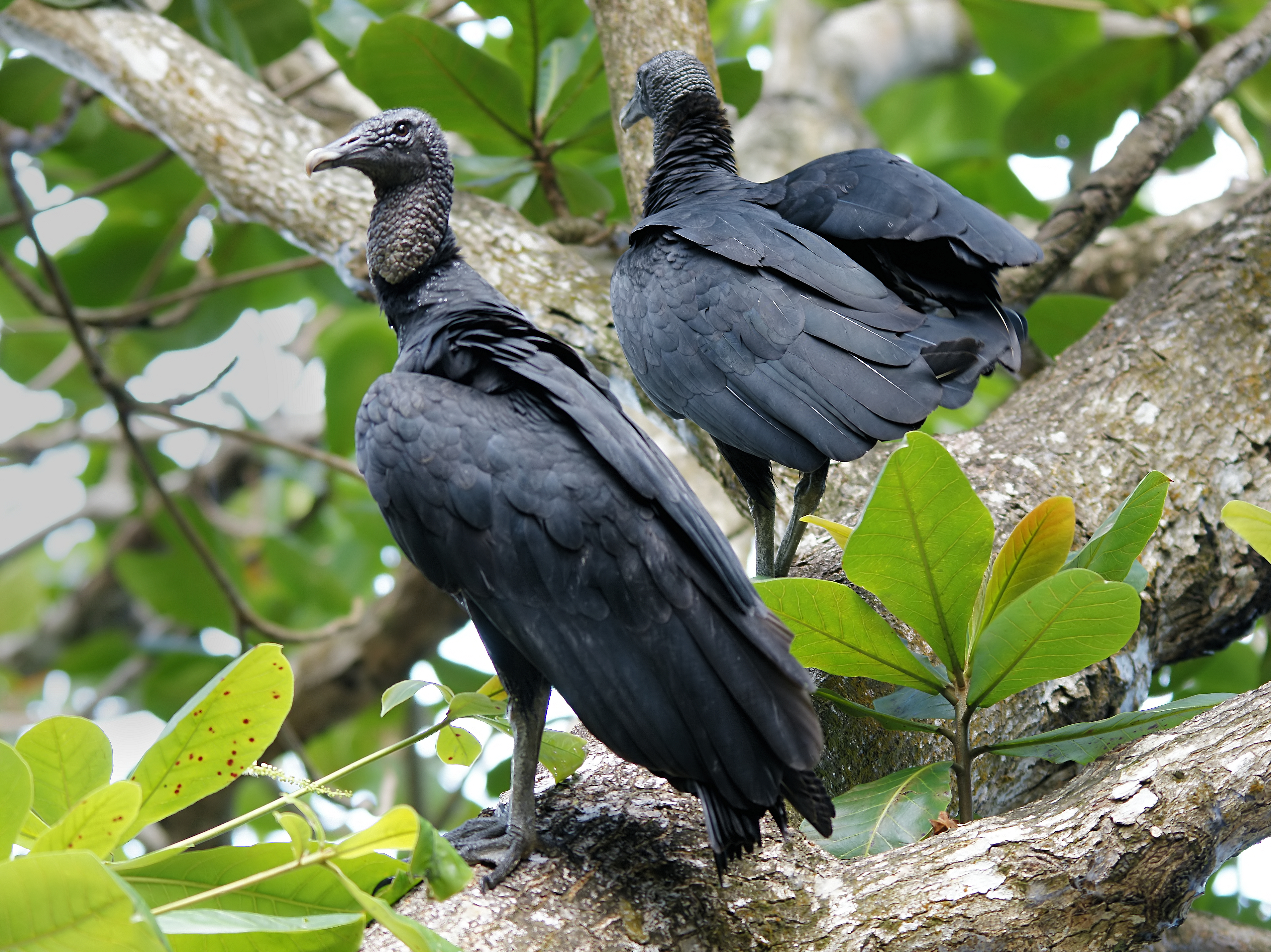
Zwarte gier (Coragyps atratus)
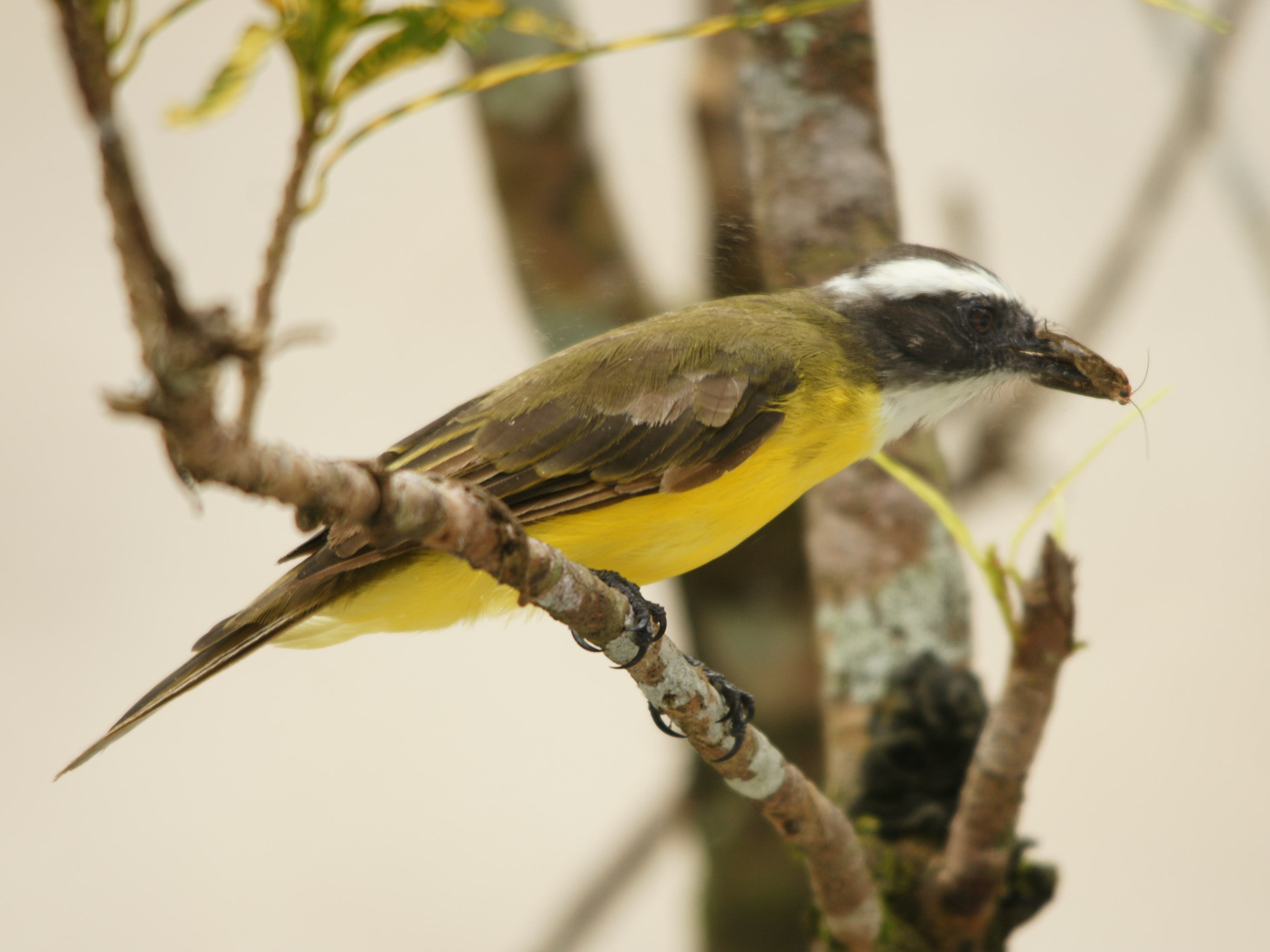
Myiozetetes similis
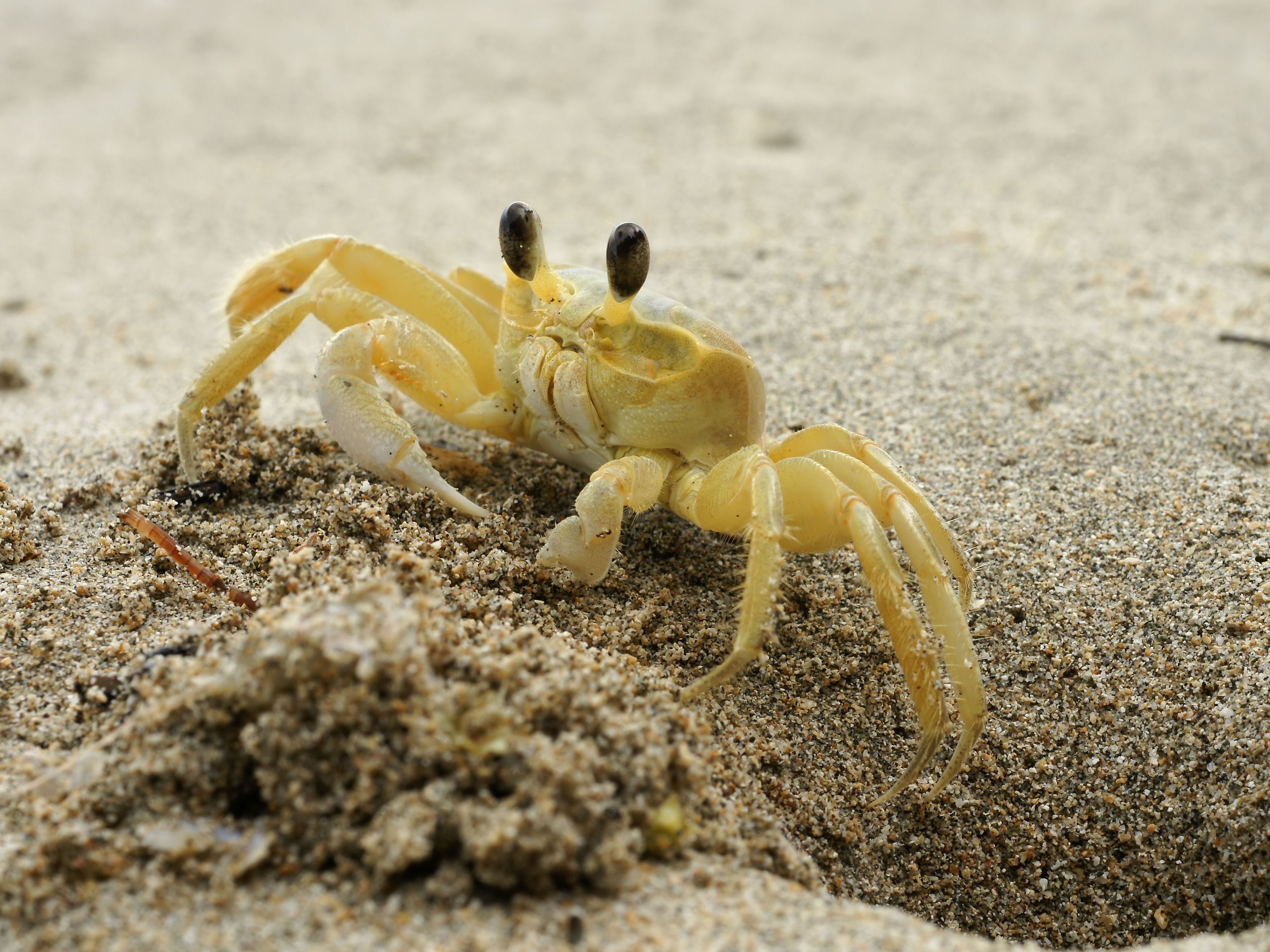
Spookkrab (Ocypode quadrata)
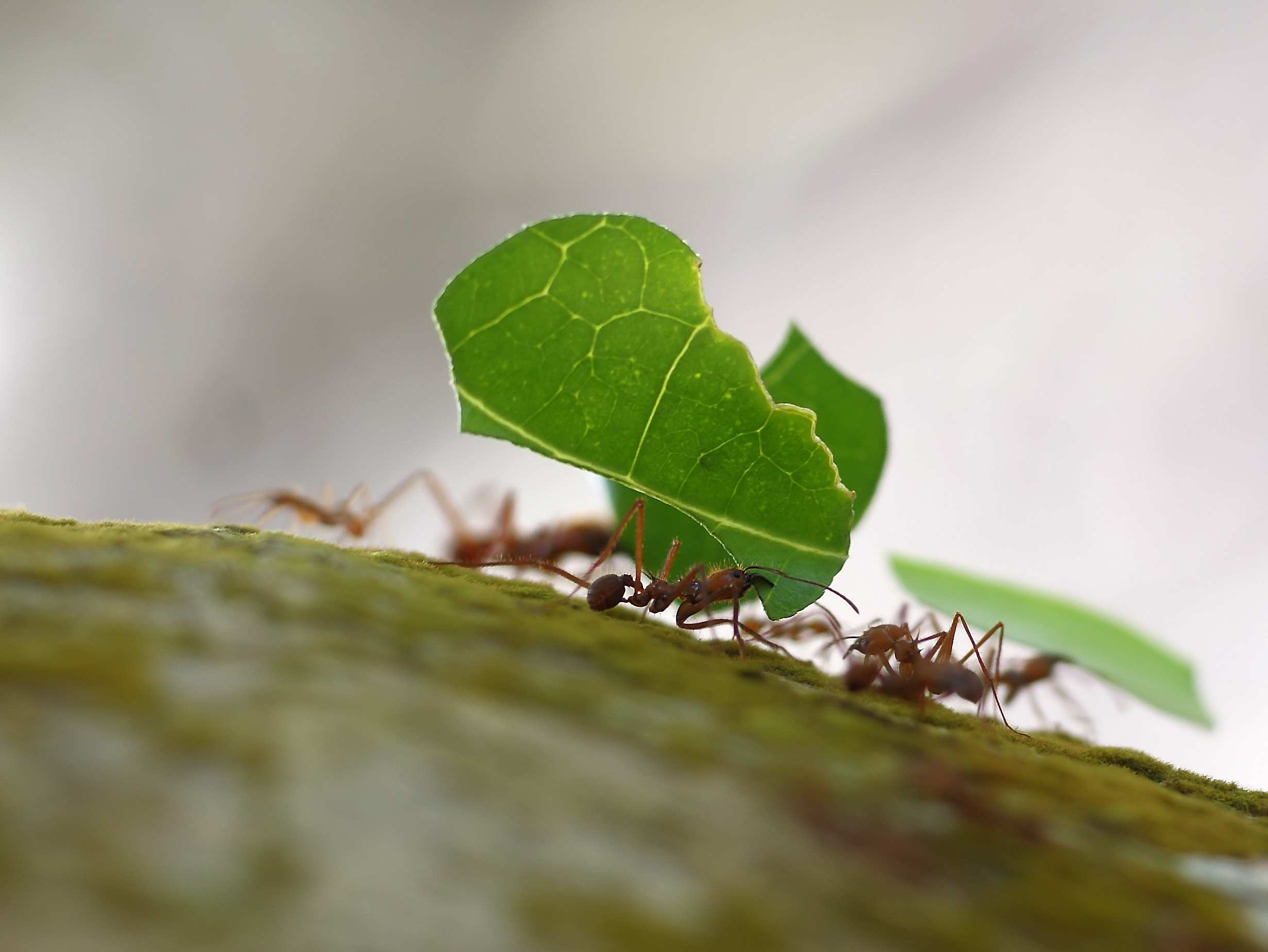
Parasolmier (Atta cephalotes)
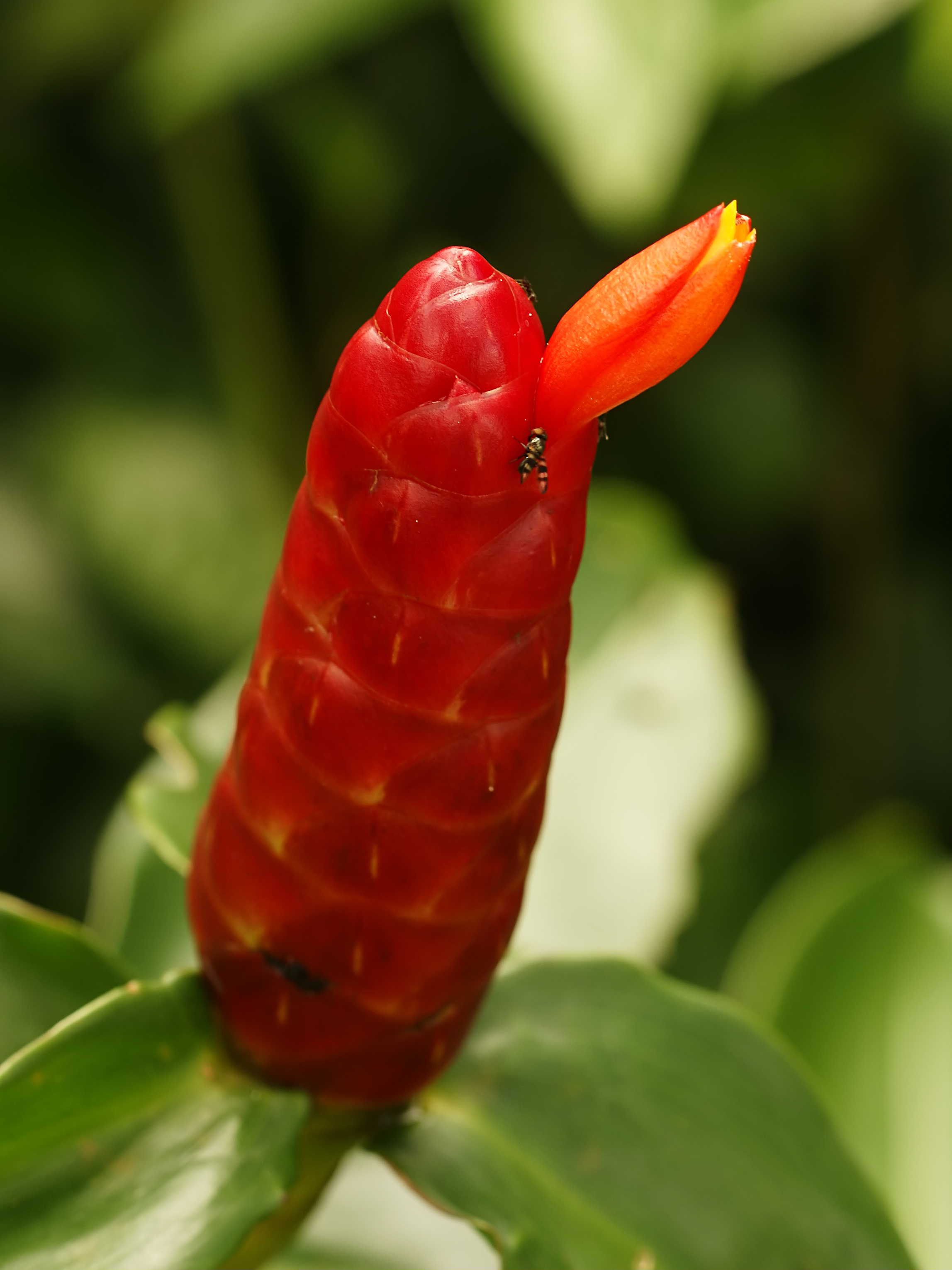
Costus woodsonii
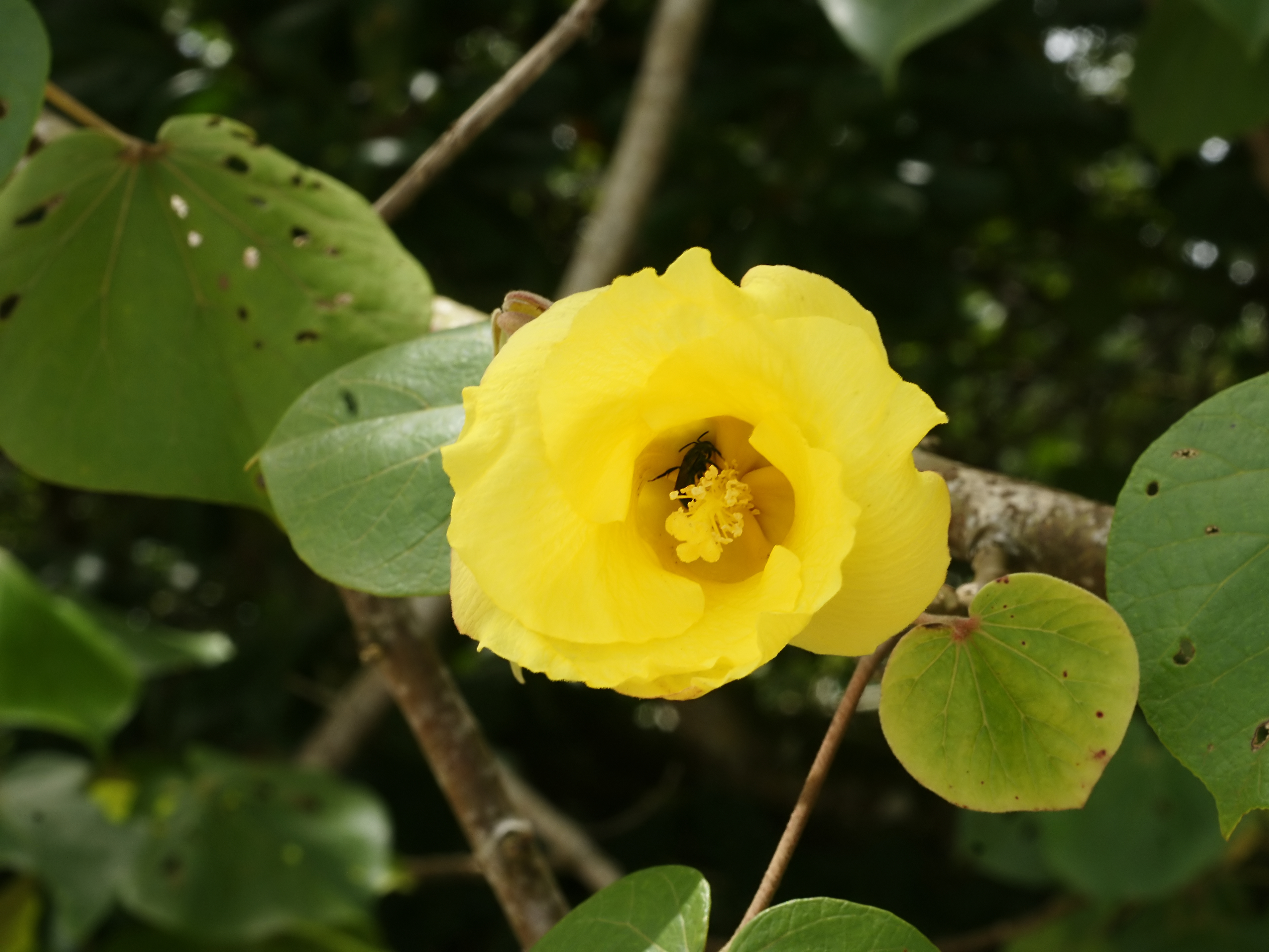
Talipariti tiliaceum
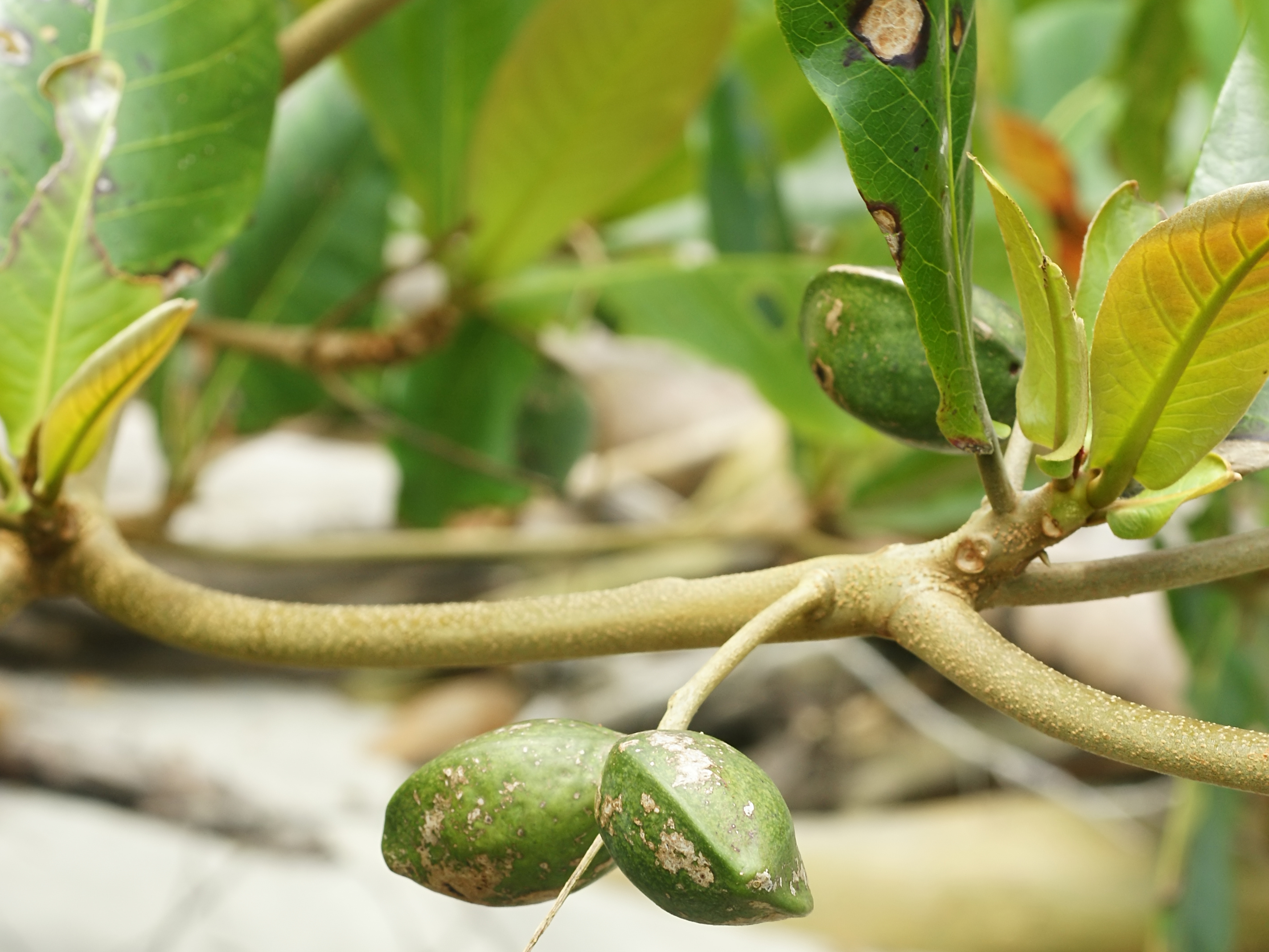
Terminalia catappa
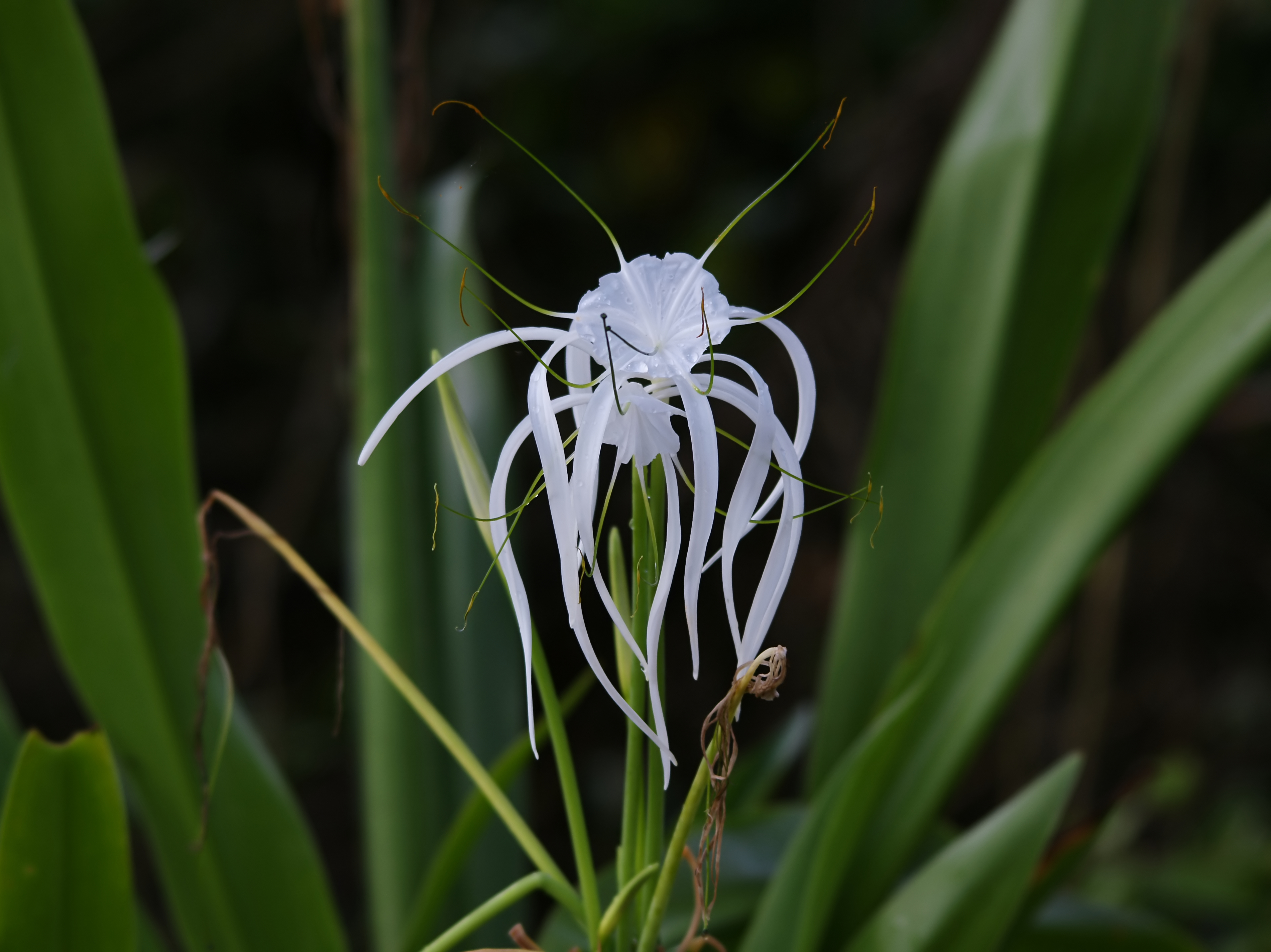
Hymenocallis littoralis